# Lee und Lyn Wilde

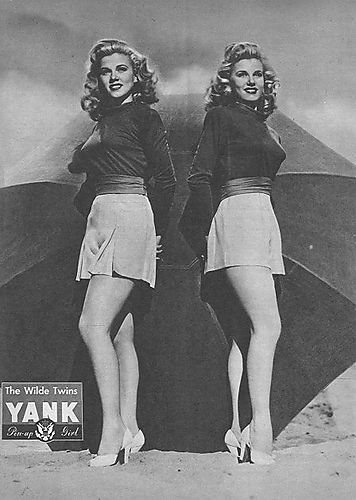
Lee und Lyn Wilde im August 1945

Die Zwillingsschwestern Lee (* 9. Oktober 1922 in East St. Louis, Illinois; † 7. September 2015) und Lyn Wilde (* 10. Oktober 1922 in East St. Louis, Illinois; † 11. September 2016 in Michigan City) waren US-amerikanische Schauspielerinnen und Sängerinnen, die in den 1940er-Jahren in mehreren Filmproduktionen mitwirkten. Sie traten auch unter dem Namen The Wilde Twins auf.

## Leben
Die Geschwister wurden in East St. Louis geboren. Lee kurz vor Mitternacht am 9. Oktober 1922, Lyn in den frühen Morgenstunden des 10. Oktober. Bereits in ihrer Jugend sangen beide im Kirchenchor, später auch in lokalen Radiosendern und bei Auftritten in Illinois und Kentucky. Sie machten ihren Schulabschluss 1939 an der East St. Louis Senior High School.
Seit 1940 sangen beide Geschwister in einer Band. Zwei Jahre später gaben sie ihr Filmdebüt als Sängerinnen in der Charlie Barnet Band in Juke Box Jenny. Nach zwei weiteren Filmauftritten an der Seite von Bob Crosby und Judy Garland wurden beide 1943 für sieben Jahre bei Metro-Goldwyn-Mayer unter Vertrag genommen. Lee und Lyn Wilde traten bis 1949 als Duo auf, ehe Lee nach der Geburt ihrer Tochter ihre Karriere beendete. Lyn Wilde spielte noch bis 1953 in kleinen Nebenrollen in einigen bekannten Musikfilmen mit, ehe sie ihre Karriere ebenfalls aufgab und sich ins Privatleben zurückzog.
Lyn Wilde war von 1942 bis zu dessen Tod im Jahr 1970 mit Jim Cathcard verheiratet. Das Paar hatte zwei gemeinsame Kinder. Seit 1973 war sie mit Dwight Oberlink verheiratet, ehe dieser 1996 ebenfalls verstarb. Ihre Schwester Lee heiratete 1947 Thomas Matthew Cathcard (Jim Cathcards Bruder), mit dem sie bis zu dessen Tod im Jahr 2010 zusammen blieb.
Lynn Wilde starb am 11. September 2016 im Alter von 93 Jahren in einem Hospiz in Michigan City. Ihre Schwester Lee starb bereits im September des vorherigen Jahres.

## Filmografie

### Als Duo
- 1942: Juke Box Jenny
- 1942: Snowtime Serenade
- 1943: Reveille with Beverly
- 1943: Presenting Lily Mars
- 1944: Mein Schatz ist ein Matrose (Two Girls and a Sailor)
- 1944: Andy Hardy’s Blonde Trouble
- 1945: Twice Blessed
- 1946: Bis die Wolken vorüberzieh’n (Till the Clouds Roll By)
- 1948: Campus Honeymoon
- 1949: Stern vom Broadway (Look for the Silver Lining)

### Nur Lyn Wilde
- 1949: Tucson
- 1949: Sheriff of Wichita
- 1951: Mississippi-Melodie (Show Boat)
- 1952: Du sollst mein Glücksstern sein (Singin’ in the Rain)
- 1952: Hat jemand meine Braut gesehen? (Has Anybody Seen My Gal?)
- 1952: Bronco Buster
- 1952: Die Schönste von New York (The Belle of New York)
- 1952: Geborgtes Glück (Invitation)
- 1953: The Girl Next Door